# Pereskia bleo
Espèce
Classification phylogénétique
Statut de conservation UICN

 LC  : Préoccupation mineure
Statut CITES
Pereskia bleo (Kunth) DC est une espèce de cactus appartenant à la famille des Cactaceae, à la sous-famille des Pereskioideae et au genre Pereskia Mill., qui comprend 11 espèces originaires des zones tropicales d'Amérique, notamment du Panama et de la Colombie. Ce genre a la particularité rare chez les cactacées de porter de véritables feuilles ce qui est un aspect tout à fait original pour un cactus. On la trouve en beauté dans les jardins tropicaux.

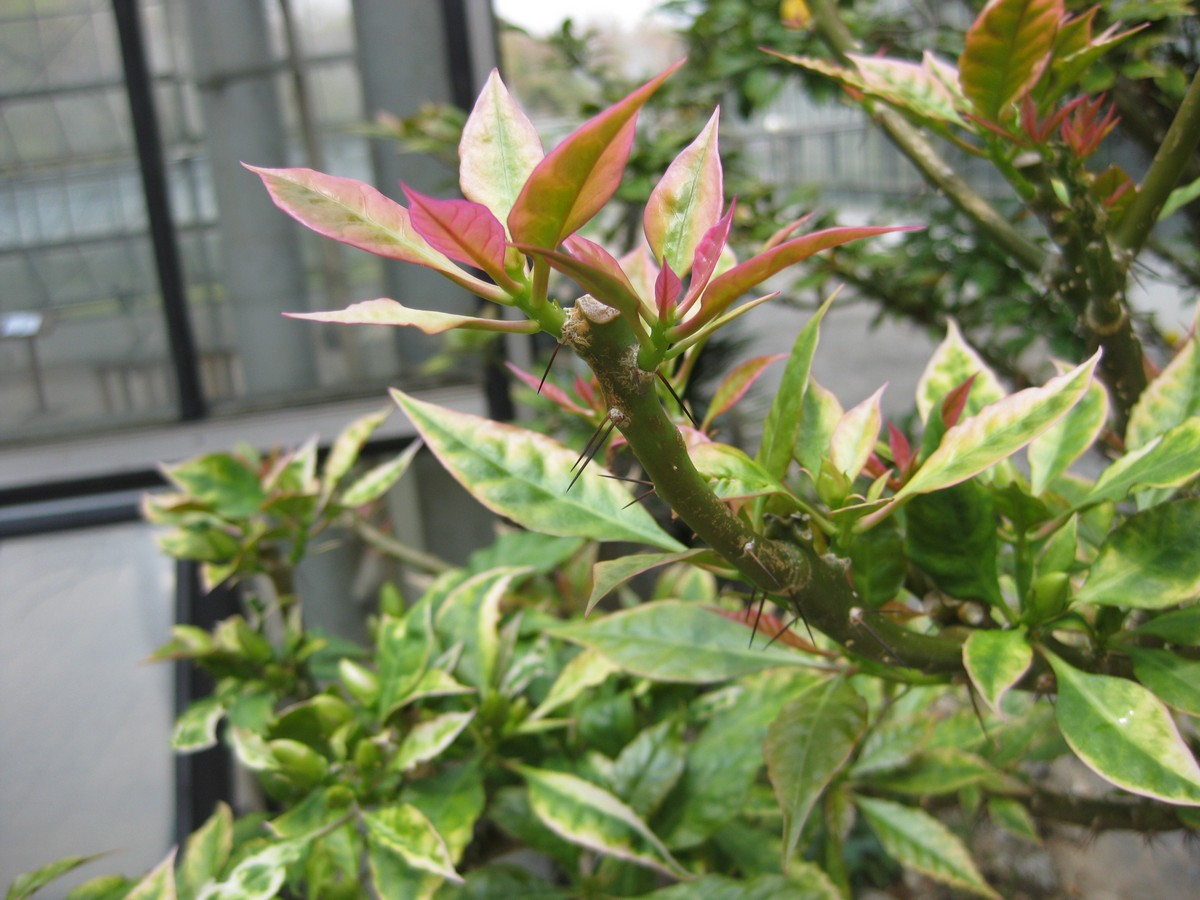
Pereskia bleo, un des rares cactus à avoir de véritables feuilles.

## Synonymes
cf: "The Plant List" 23 avril 2012 :
- Cactus bleo Kunth
- Pereskia corrugata Cutak
- Pereskia cruenta Pfeiff.
- Pereskia panamensis F.A.C. Weber
- Rhodocactus bleo (Kunth) F.M.Knuth
- Rhodocactus corrugatus (Cutak) Backeb.

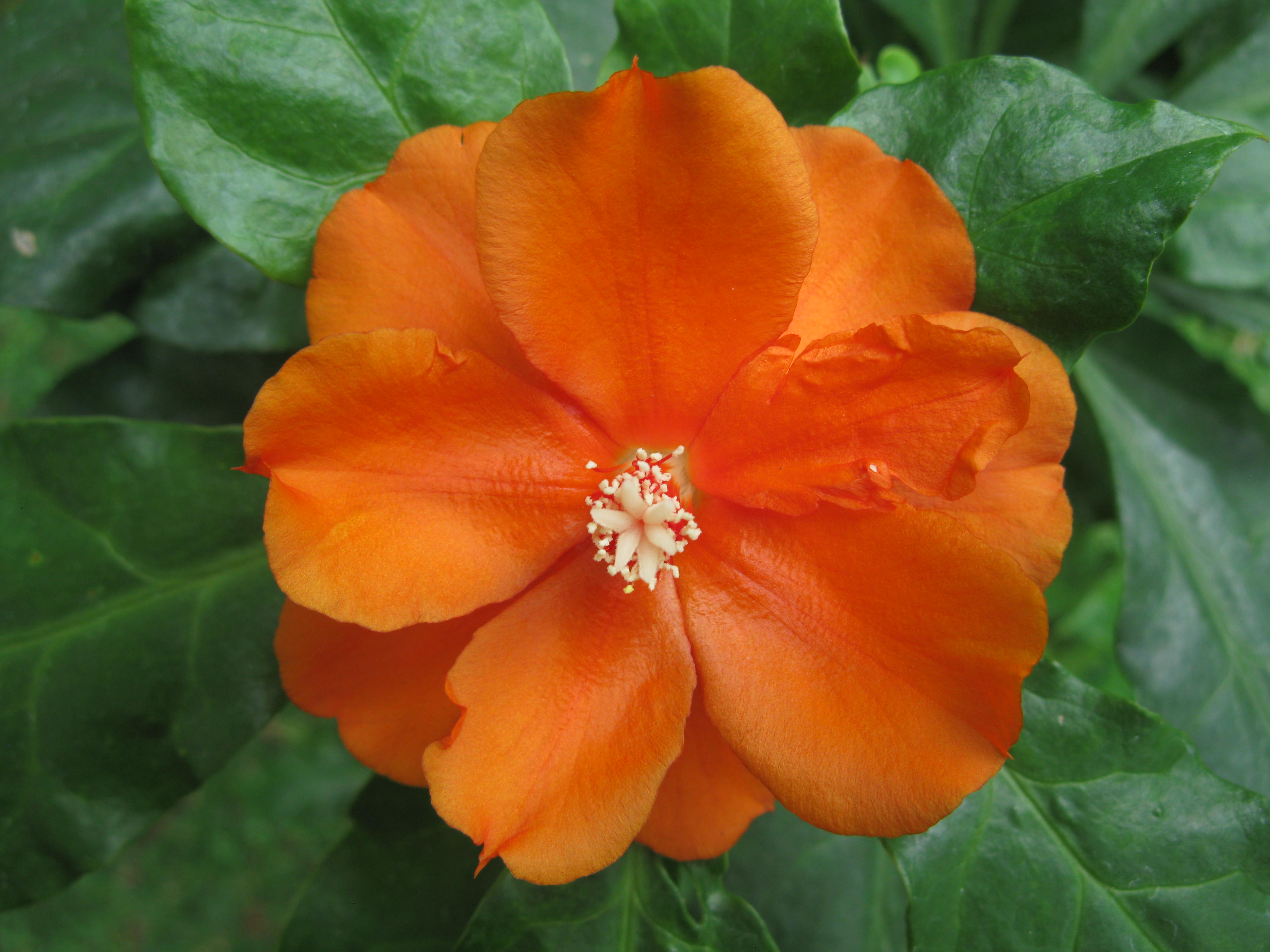
Fleur de Pereskia bleo
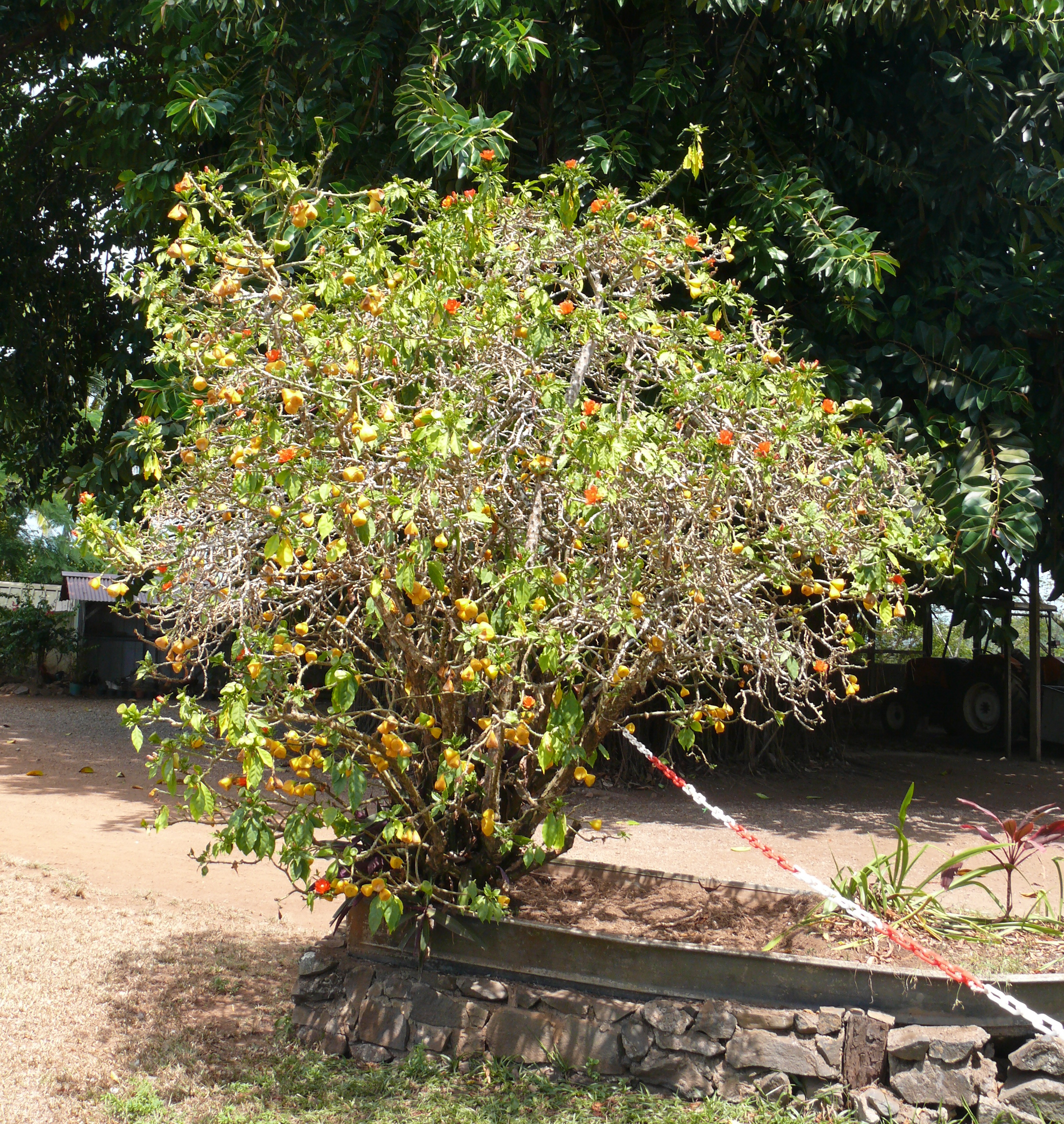
Plant de Pereskia bleo
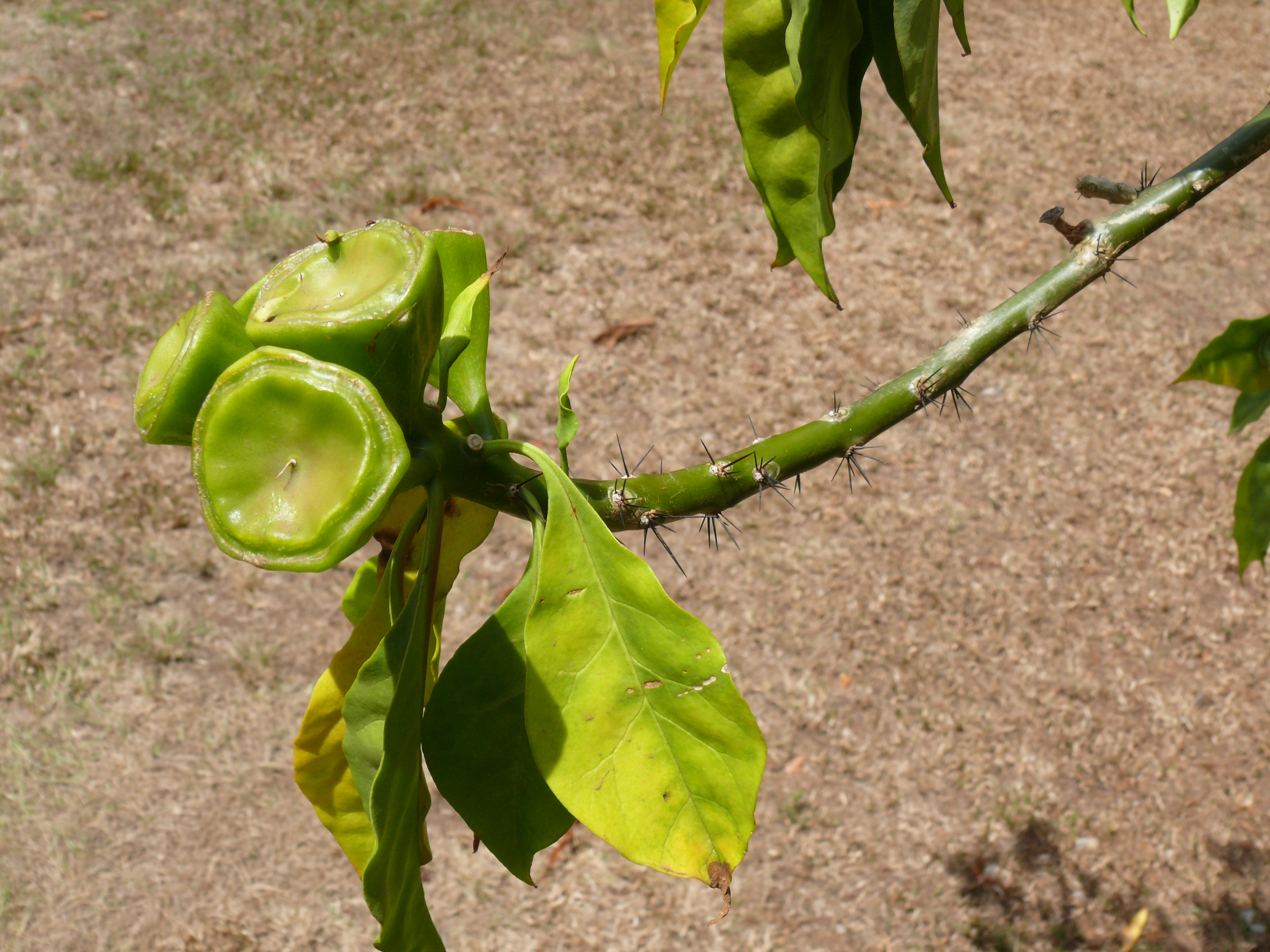
Fruit
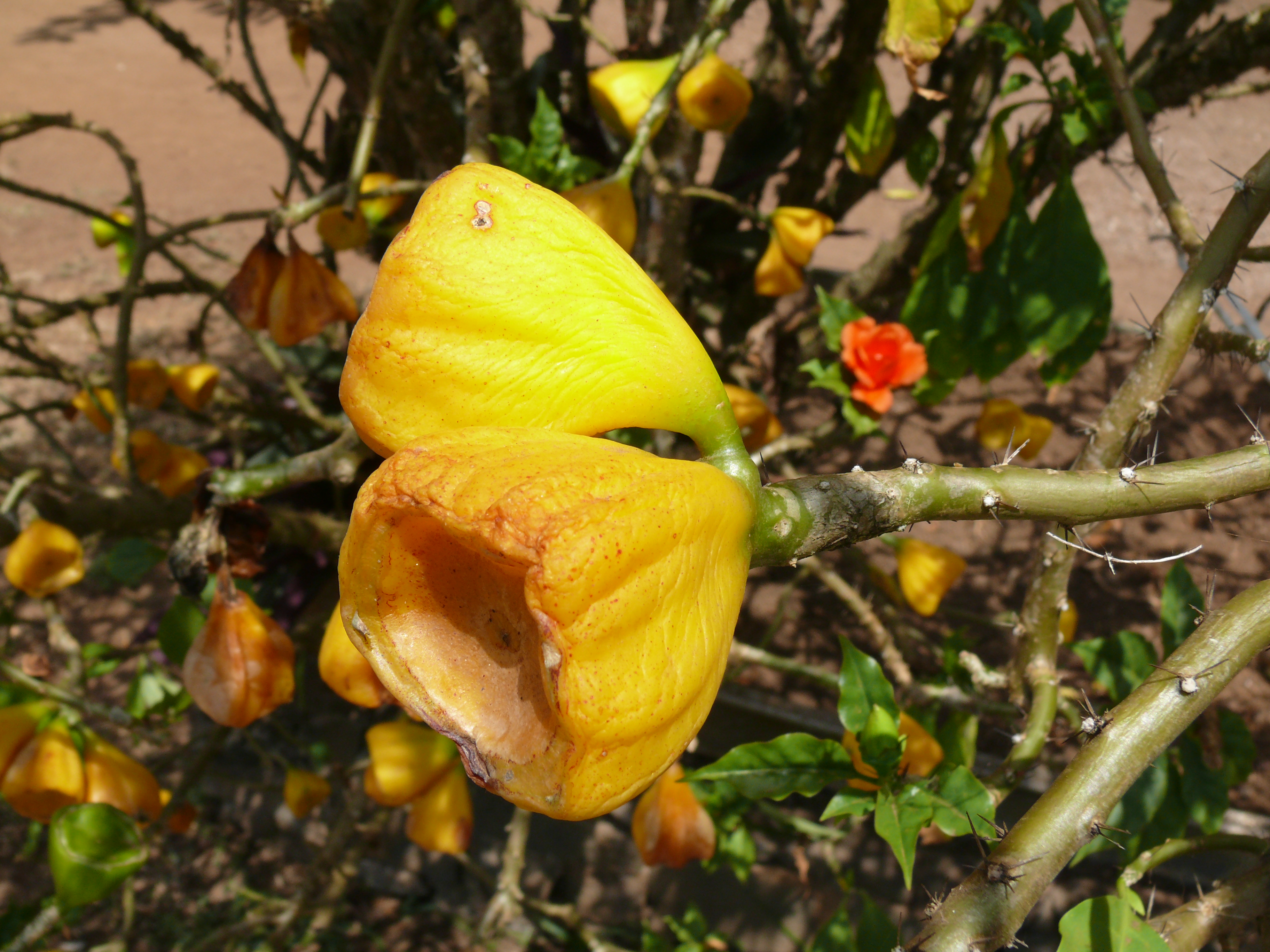
Fruit

## Description générale

### Appareil végétatif
Pereskia bleo est un cactus arborescent, rameux, épineux pouvant atteindre 2 à 8 m  de hauteur. Le tronc peut avoir un diamètre de 15 cm ou moins. Il est lisse avec une coloration qui va du vert olive au brun gris. Lorsqu’il est vieux, le tronc devient nu mais lorsqu’il est jeune celui-ci porte souvent de grands faisceaux d’épines (parfois jusqu'à 40) qui font jusqu’à 25 mm de long.
Les rameaux cylindriques, érigés, verts possèdent des aréoles (zone en creux de la plante à partir de laquelle partent en faisceau les épines) distancées, cotonneuses rousses. Les aiguillons sont inégaux, noirs, raides et réunis en faisceau.
Les feuilles sont vertes, pétiolées, mince, elliptique et oblongue à oblancéolées. Le pétiole de 2 à 3 cm est muni à sa base de quelques épines tendres. Le limbe de 6 à 20 cm de long et de 2 à 7 cm de large est de forme elliptique, ovale, acuminée.

### Appareil reproducteur
L’inflorescence est axillaire ou terminale en racème. La fleur rouge, hermaphrodite, d'environ 4 à 6 cm de diamètre est portée par un pédicelle de 5 à 10 mm de long. Les bractées sont absentes. Les sépales sont courts, verts. Le périanthe est radié avec des pétales obovés au nombre de 12 à 15. Les étamines sont rouges, blanches à la base.
Les fruits comestibles mais aigres sont turbinés à apex tronqué de 4 à 5 cm de diamètre, ils deviennent jaunes à maturité. Chaque fruit contient 10 à 20 graines noires et lisses, généralement obovées, plates ou légèrement concaves sur une face

## Écologie

### Régions d'origine et régions où la plante s'est naturalisée
Pereskia bleo est un cactus originaire d'Amérique du Sud, principalement du Panama et de la Colombie où il croît du niveau de la mer à une altitude de 1300 mètres. L'espèce est largement distribuée et cultivée comme plante ornementale dans de nombreux pays subtropicaux et tropicaux. Par exemple, Pereskia bleo est une espèce présente à La Réunion uniquement à l'état cultivé pour l'ornement.

### Habitat
De par la préférence de Pereskia bleo pour des climats tropicaux et subtropicaux, elle est capable de tolérer la sécheresse, le froid et de s’adapter à des conditions pédoclimatiques très diverses. Presque indestructible, Pereskia bleo nécessite le plein soleil ou un peu d’ombre et des sols bien asséchés, de préférence des sols neutres riches en matière organique, mais peut tolérer des sols acides.

### Cycle de vie
La multiplication de ce cactus se fait soit par reproduction sexuée (graines), soit par multiplication végétative rapide en milieux tropicaux et subtropicaux. Contrairement à la plupart des cactus, Pereskia bleo se propage très facilement grâce à ses boutures ou ses graines. Les boutures doivent être plantées immédiatement sans subir de période sèche. 

### Interactions avec autres organismes
Les biologistes ont découvert depuis un certain temps que les fourmis peuvent perturber et améliorer la reproduction des plantes. Pour Pereskia bleo, Les fourmis peuvent réduire la fréquence des visites des insectes pollinisateurs par un comportement agressif ou en volant le nectar. Les fourmis et autres herbivores florales découragent les abeilles et les papillons, qui sont des pollinisateurs essentiels, en réduisant l'attrait des fleurs à la suite de leur comportement agressif. L’impact que peuvent avoir les fourmis sur le pollen et sur la mise à fruit de Pereskia bleo peut avoir des implications importantes pour l'évolution, la maintenance des stratégies de reproduction et la conservation durable de cette plante.

### Protection
Actuellement, cette espèce n'est pas menacée en raison de sa large diffusion.

## Propriétés

### Toxicité
Pereskia bleo a été traditionnellement utilisé par les habitants de la Malaisie pour le traitement de diverses affections. L'étude actuelle rapporte les résultats de l'enquête aigüe de toxicité orale de Pereskia bleo sur des souris ICR. Aucune mortalité ou de preuves d'effets indésirables ont été observés chez des souris ICR après administration orale aigüe à la plus forte dose de 2500 mg / kg extraits bruts de Pereskia bleo,.
Basé sur les résultats de toxicité aigüe chez les souris expérimentales, les extraits bruts de Pereskia bleo pourraient être considérés comme surs chez les souris expérimentales. D'autres études de toxicité sur une période de temps plus longue impliquant la détection des effets sur les fonctions des organes vitaux ferait en sorte que les plantes soient sans danger pour la consommation humaine.

## Utilisations

### Usages médicinaux
En Malaisie, les feuilles sont utilisées pour traiter le cancer, l'hypertension artérielle, le diabète et les maladies associées aux rhumatismes et à l'inflammation. Une décoction de feuilles est utilisée comme un bain chaud pour traiter les douleurs musculaires. Un remède préparé à partir de l'inflorescence est bu pour le soulagement des douleurs gastriques, des ulcères et pour revitaliser le corps [2, 9]. Les feuilles sont soit consommés crues ou transformés en une confection brassée à partir de feuilles fraîches [1]. 
| Objectif                                        | Méthode de préparation |
| Détoxification et prévention du cancer          | Préparation de thé en faisant bouillir les feuilles et/ou le fruit, puis boire la préparation chaude ou froide,. |
| Besoins alimentaires et entretien de la santé   | Manger cru la feuille, la fleur et le fruit. |
| Maintien de la santé et de revitaliser le corps | Faire du jus avec les feuilles que l’on a mises dans de l’eau bouillante et en boire tous les matins. |
| Pour soulager les douleurs musculaires          | Faire une décoction avec les feuilles, puis en l’utilisant comme un bain chaud pour des douleurs musculaires . |
| Pour soulager les maux d'estomac                | Préparer le "na kumakalat": l'inflorescence est mélangée avec les excréments de fourmis rouges en utilisant un mortier spécial, puis humidifié avec de l'eau. La masse résultante est moulée à des objets de forme ovale qui sont séchées au soleil. Lorsque le remède est utilisé, ces balles sont frottées dans un petit récipient avec une petite quantité d'eau. |

### Plante ornementale
L'espèce est aussi utilisée comme plante ornementale dans certaines parties de son aire de répartition. En Colombie, il est utilisé comme une couverture naturelle.

## Culture

### Taux de croissance
Sa croissance est rapide, en seulement quelques années elle deviendra une merveille du paysage. C’est une plante qui a une longue durée de vie et une fois mis en place, elle restera dans sa position et dans son sol pendant des années,.

### Arrosage
Un arrosage régulier pendant la saison de croissance active de mars à septembre est nécessaire. Lors de l'arrosage, l'eau ne doit pas être laissée au repos autour des racines. Par contre, la plante peut être gardée presque complètement sèche en hiver. Pereskia bleo est résistante à un manque d’eau prolongé, mais les feuilles tombent pendant la sécheresse,.

### Robustesse
Considéré comme sensible au gel, mais étonnamment robuste au froid en plein air et aussi très résistant au soleil pour une plante succulente. Pereskia bleo aime la chaleur (une température hivernale minimale de 10 °C est favorable). Cependant, la plante conservée en milieu sec peut parfaitement survivre à de basses températures d’environ -3 °C en faisant tomber ses feuilles comme mécanisme de défense dès que l’on descend en dessous de 4 °C. Mais il est toujours préférable d’éviter des températures de congélation car en présence d'une forte humidité atmosphérique les racines sont particulièrement sensibles à la pourriture.